# Virazeil
Virazeil ist eine französische Gemeinde im Département Lot-et-Garonne in der Region Nouvelle-Aquitaine. Das Stadtgebiet ist 1.987 Hektar groß bei 1696 Einwohnern (Stand 1. Januar 2022).

## Sehenswürdigkeiten
Château de Virazeil, 1774 erbaut von dem Architekten Victor Louis, jetzt Reha-Zentrum.